# سگ‌دانی

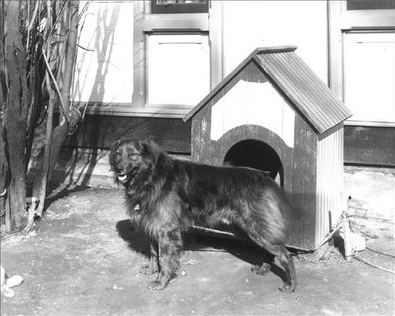

سگ‌دانی (انگلیسی: Doghouse) یک آلونک کوچک است که معمولاً به شکل خانه ساخته می‌شود و برای تأمین امنیت و محافظت در برابر شرایط مختلف آب و هوایی برای سگ در نظر گرفته شده‌است. از مواد متعددی می‌توان برای ساخت سگ‌دانی استفاده کرد، مانند چوب ، پلاستیک ، رزین و تخته فیبر متراکم.